# Mariafontein

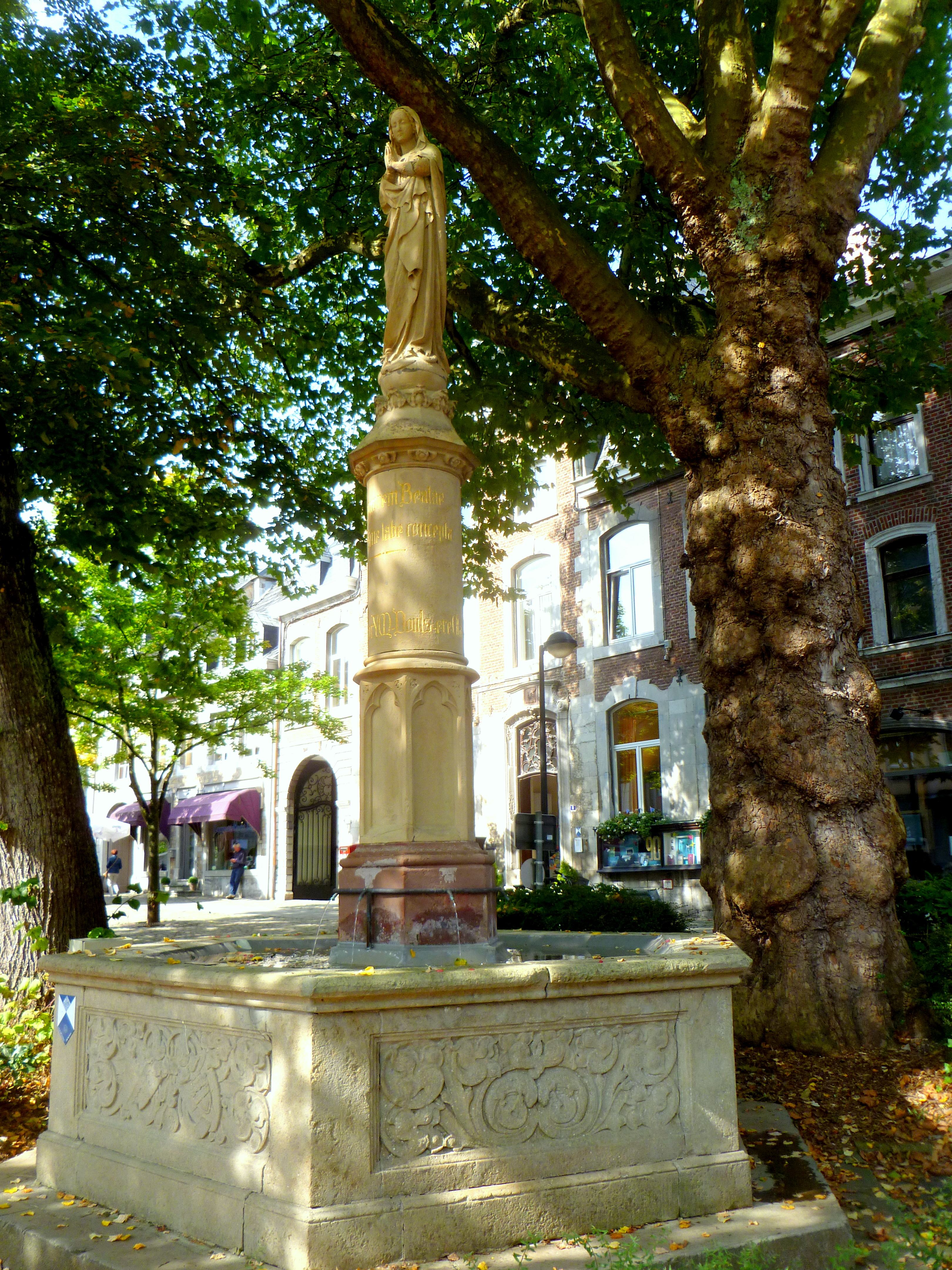
Mariafontein

De Mariafontein (Marienbrunnen) is een fontein in de Belgische stad Eupen, gelegen op het Marktplatz.
De fontein stamt uit 1857 en werd opgericht naar aanleiding van het uitroepen van het dogma van de Onbevlekte Ontvangenis van Maria in 1854.
De fontein bestaat uit een zeskantig bassin waarop zich een zuil verheft die een Mariabeeld draagt. Deze zuil bestaat uit een zeshoekige sokkel in neogotische stijl, met daarop een cilindrisch bovenstuk. De fontein werd verschillende malen gerestaureerd, voor het eerst in 1882, toen de zuil dreigde in te storten. Kort na de Kulturkampf was zulk een restauratie echter nog een politiek gevoelig onderwerp met betrekking tot de rooms-katholieken. Het huidige bassin stamt uit 1913. Op de zuil is een chronogram gegraveerd: in honorem Beatae – Mariae sine labe concepta – CathoLICorVM DonIs ereCta (Ter ere van Maria Onbevlekt Ontvangen - door gaven van katholieken opgericht), wat het jaartal 1857 oplevert.

## Trivia
In 1931 werd een postzegel uitgegeven met deze fontein er op afgebeeld.